# Amt Neuburg
Urząd Neuburg (niem. Amt Neuburg) – niemiecki urząd leżący w kraju związkowym Meklemburgia-Pomorze Przednie, w powiecie Nordwestmecklenburg. Siedziba urzędu znajduje się w miejscowości Neuburg.
W skład urzędu wchodzi sześć gmin:
1. Benz
2. Blowatz
3. Boiensdorf
4. Hornstorf
5. Krusenhagen
6. Neuburg